# Dániel Csaba
Dániel Csaba (Budapest, 1995. január 28. –) magyar korosztályos válogatott labdarúgó.